# Iuliu Bodola
Iuliu Bodola oder – ungarisch – Gyula Bodola (* 26. Februar 1912 in Brassó, Österreich-Ungarn; † 12. März 1993 in Budapest, Ungarn) war ein rumänisch-ungarischer Fußballspieler. Er absolvierte insgesamt 334 Spiele in der Divizia A und der Nemzeti Bajnokság. Außerdem nahm er an der Fußball-Weltmeisterschaft 1934 und der Fußball-Weltmeisterschaft 1938 teil.

## Karriere

### Verein
Iuliu Bodola begann in seiner Heimatstadt Brașov mit dem Fußballspielen, schloss sich aber im Alter von 17 Jahren CAO Oradea an – der Klub, in dem er den Großteil seiner Karriere verbringen sollte. Nach einem einjährigen Intermezzo in Brașov spielte er bei Gründung der rumänischen Profiliga, der Divizia A, im Jahr 1932 wieder in Oradea. 1937 bekam Bodola die Chance, zu einem der führenden rumänischen Vereine der 1930er-Jahre, Venus Bukarest, zu wechseln. Hier gewann er zweimal die rumänische Meisterschaft und wurde ein Mal Vizemeister.
Im Jahr 1940 kehrte Bodola nach Oradea zurück, das nach dem Zweiten Wiener Schiedsspruch zu Ungarn gehörte und in die 2. ungarischen Liga als Nagyváradi AC eingegliedert worden war. Nach dem sofortigen Aufstieg gewann Bodola die ungarische Meisterschaft. Nach dem Ende des Zweiten Weltkrieges kehrte Bodola nach Rumänien zurück und spielte zunächst für Ferar Cluj, ehe er sich 1946 dem MTK aus seiner neuen ungarischen Heimat anschloss, wo er im Jahr 1949 seine Karriere beendete.

### Nationalmannschaft
Bodola spielte 48 Mal für die rumänische Fußballnationalmannschaft und erzielte dabei 30 Tore. Die Titel des Rekordnationalspielers bzw. des Rekordtorschützen hielt er mehrere Jahrzehnte inne und wurde erst 35 Jahre später von Mircea Lucescu (mehr Einsätze) bzw. 58 Jahre später von Gheorghe Hagi (mehr Tore) abgelöst. Sein erstes Spiel bestritt er am 10. Mai 1931 gegen Bulgarien. Bodola nahm für Rumänien an der Fußball-Weltmeisterschaft 1934 in Italien und der Fußball-Weltmeisterschaft 1938 in Frankreich teil und kam jeweils ein Mal zum Einsatz.
Im Jahr 1940 nahm Bodola die ungarische Staatsbürgerschaft an und bestritt bis 1948 insgesamt 13 Spiele für die ungarische Fußballnationalmannschaft.

## Erfolge
- WM-Teilnehmer: 1934, 1938
- Balkan-Cup-Sieger 1929/31, 1933, 1936
- Europapokalsieger der Fußball-Nationalmannschaften (Amateure): 1931/34
- Freundschaftscupsieger: 1936, 1939
- Rumänischer Meister: 1939, 1940
- Ungarischer Meister: 1944
- Ungarischer Torschützenkönig: 1942